# 阿里山山脈
阿里山山脈（ありさん-さんみゃく）は、台湾の山脈。台湾島を南北に走る五大山脈の一つ。玉山山脈の西側に位置し、両山脈は楠梓仙渓を間に挟んで並行している。南投県集集鎮の濁水渓南岸を北端とし、高雄市燕巣区にある鶏冠山を南端とする。おおよそ北北東から南南西の方向に向かって伸び、延長は約250kmあまり、平均標高は2,500mとなっている。

## 地質
阿里山山脈を構成する岩石層の多くは、地質年代的に比較的新しい砂岩、頁岩、砂頁岩が互いに重なっている。ちなみに、隣を併走する玉山山脈は構成される岩石層の地質年代が比較的古いものになっている。近年、一部の地質学者が、地質年代における連続の特性から、また二つの山脈の間に多数の断層があるという地質学的な証拠から、阿里山山脈はもともと玉山山脈の上にあったものが、東側のプレートから強い力が加わったことにより断裂し、上方の比較的新しい岩石層が西に滑って阿里山山脈を造り上げ、残った下方の比較的古い岩石層が玉山山脈となったと推測している。

## 地形
阿里山山脈には3,000mを超える高山は無いが、東側には大きな断層が走っていることから、東側の斜面は急で西側が緩やかな地形となっている。このため、東側の渓谷から阿里山山脈を見るとやはり雄大で迫力あるものになっている。また、隣を走る3,000m以上の高山が林立する玉山山脈と対峙しても、互いに迫力あるさまを見せている。

## 主な山
統計によると、阿里山山脈には標高2,000mを超える山が18あり、阿里山山脈で最も高い山は大塔山で、標高2,663mとなっている。
石水山
尖山
大塔山（だいとう-ざん）
塔山（とう-ざん）
小笠原山（おがさわら-やま）
松山（しょう-さん）
祝山
万歳山（ばんざい-さん）
対高山（たいこう-さん）
水山（すい-ざん）
児玉山（こだま-やま）
石山（せき-ざん）
ボアーバ山（ボアーバさん）
鳥松坑山
五叉崙山
金甘樹山
鹿屈山
嶺頭山
風櫃斗山（ふきとう-ざん）
鹿寮山（ろくりょう-さん）
大鞍山（だいあん-さん）
樟空倫山
鳳凰山（ほうおう-ざん）
フクフクオ山
大棟山
光崙山
哈里味山
雲戴山
大湖山
火炎山
尖崠子山
天王山
馬鼻山
大尖山
石壁山